# Tanghin (Bindé)
Pour les articles homonymes, voir Tanghin.
Tanghin est une commune rurale située dans le département de Bindé de la province du Zoundwéogo dans la région du Centre-Sud au Burkina Faso.

## Santé et éducation
Le centre de soins le plus proche de Tanghin est le centre de santé et de promotion sociale (CSPS) de Kaïbo-Centre tandis que le centre médical (CMA) le plus proche se trouve à Manga.